# Jewhenija Doluchanowa
Jewhenija Doluchanowa (russisch Евгения Григорьевна Долуханова; * 10. Juni 1984 in Baku) ist eine ukrainisch-armenische Schachspielerin und trägt seit 2006 den FIDE-Titel Großmeisterin der Frauen (WGM).

## Schach

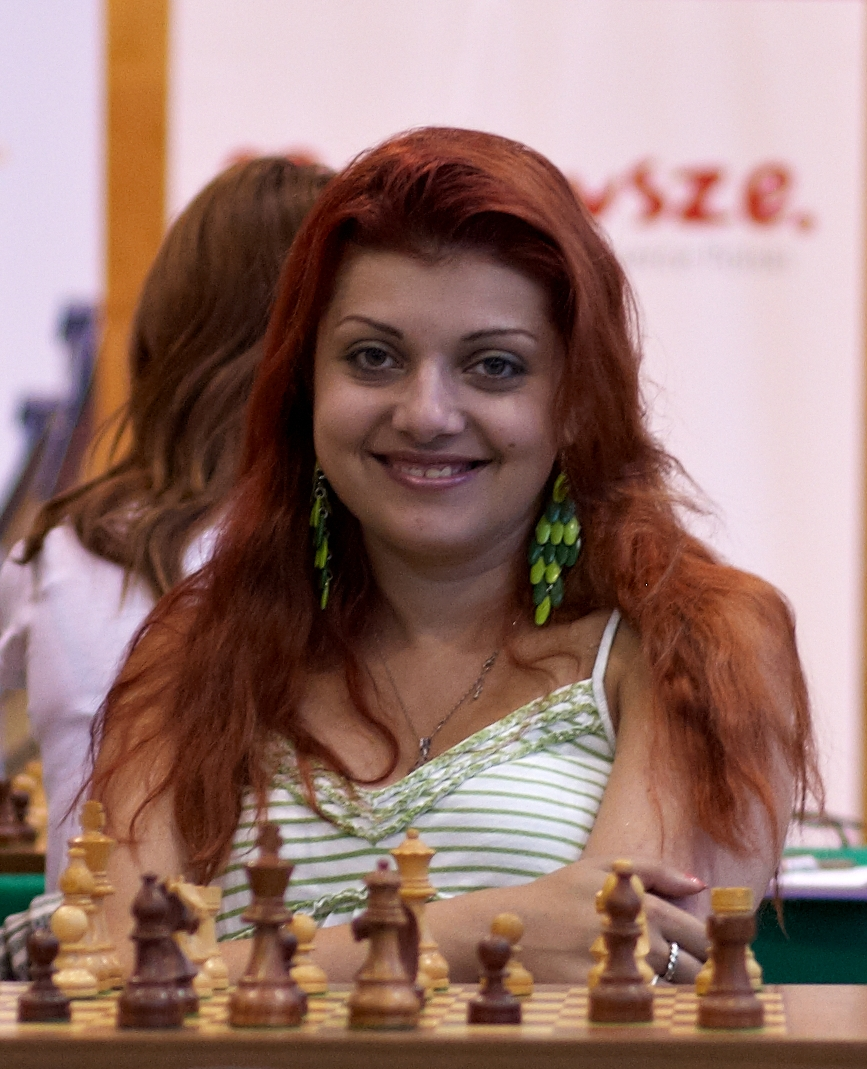
Jewhenija Doluchanowa
Warschau 2012

Jewhenija Doluchanowa nahm in ihrer Jugend an etlichen Jugendmeisterschaften und Frauenmeisterschaften der Ukraine teil. Es waren unter anderen 1997 die U14 in Kiew, 2001 die U20 in Charkiw, 2002 die Frauenmeisterschaft in Aluschta, die U20 in Kiew sowie 2003 ein Frauenturnier in Charkiw und die Ukrainische Frauenmeisterschaft 2003 in Mykolajiw. 2004 in Aluschta erreichte sie hinter Olga Alexandrova einen geteilten zweiten Platz.
Sie spielte 2005 bei der Europameisterschaft der Frauen in Chișinău und erreichte bei mehreren Frauenturnieren in Charkiw Spitzenplätze. 2005 war sie geteilte Erste zusammen mit Oksana Vozovic, beim 8th Kharkov Rector Cup errang sie einen geteilten dritten Platz. 2007 wurde sie beim 9th Kharkov Rector Cup Zweite hinter Oksana Vozovic, 2009 gewann sie das Kaissa Women in Kharkiv vor Svetlana Petrenko und Anastassija Karlowytsch. Sie wurde außerdem geteilte Erste mit Tetjana Wassylewytsch bei der Ukrainischen Frauenmeisterschaft 2009 in Jewpatorija. Beim Finale des Russian Cup der Frauen 2011 in Magnitogorsk erreichte sie das Halbfinale, in dem sie an der Turniersiegerin Anastassija Bodnaruk scheiterte. Im Dezember 2011 wechselte sie vom ukrainischen zum armenischen und im September 2013 zurück zum ukrainischen Schachverband. Doluchanowa wurde 2006 zum Großmeister der Frauen (WGM) ernannt, die erforderlichen Normen erfüllte sie in den Jahren 2004 und 2005 bei drei Turnieren in Saratow, Cherson und Charkiw.

### Vereine
Von 2010 bis 2013 spielte sie in der 1. Deutschen Schachbundesliga der Frauen für den SV Chemie Guben jeweils am zweiten Brett mit einer Gesamtbilanz von 11 Punkten aus 17 Partien. In der Saison 2013/14 war Doluchanowa beim Oberligaverein Post-SV Ulm gemeldet, blieb aber ohne Einsatz.
In der ukrainischen Mannschaftsmeisterschaft 2002 spielte sie für die Mannschaft des Losowa Schachklub. In der französischen Top 12 der Frauen spielt Doluchanowa 2016 für Vandœuvre-Echecs.

### Sonstiges
Jewhenija Doluchanowa betätigt sich auch als Journalistin. Zum Beispiel schrieb sie für ChessBase einen umfangreichen Bericht über die Ukrainische Frauen-Einzelmeisterschaft 2011 in Poltawa, die Katerina Dolzhikova gewann.